# Мужчины, практикующие секс с мужчинами
Мужчи́ны, практику́ющие секс с мужчи́нами (МСМ) — термин, используемый в эпидемиологии, социологии, антропологии и сексологии для обозначения мужчин, постоянно или периодически практикующих сексуальные контакты с другими мужчинами. При этом сексуальная ориентация и сексуальная идентичность не принимаются во внимание.

## История возникновения термина
Термин «МСМ» появился в начале 90-х годов XX века и используется в основном в области профилактики инфекций, передающихся половым путём и ВИЧ-инфекции. Принятию термина способствовала точка зрения эпидемиологов, согласно которой распространение инфекционных заболеваний связано с сексуальным поведением человека, а не с его сексуальной идентичностью и сексуальными предпочтениями.
После открытия ВИЧ в различных странах были введены опросные бланки для выявления групп риска при проведении медицинских исследований и анализов пациентов. В первые годы такие анкеты содержали вопрос о том, является ли опрашиваемый гомосексуалом. Согласно ответу, пациенты делились на две группы по категориям риска — «гетеросексуальная группа» и «гомосексуальная группа». Со временем учёным и медикам стало ясным, что не все мужчины, определяющие себя как «геи» имеют сексуальные контакты с мужчинами; в то же время многие мужчины, имеющие однополые сексуальные контакты, не считают себя геями. Поэтому опросники стали содержать вопросы о наличии у опрашиваемых «гомосексуальных контактов». Однако, и при такой постановке вопроса многие мужчины, имеющие однополые сексуальные контакты, отрицали наличие у них «гомосексуальных контактов». Это особенно касалось мужчин, также имевших регулярные сексуальные контакты с женщинами. Следующим шагом стало изменение вопроса, когда респонденты опрашивались о наличии у них «гомосексуальных или бисексуальных контактов». При таком рассмотрении вопроса всё ещё оставалась категория мужчин, имеющих однополые сексуальные контакты, но считающих себя гетеросексуалами. Таким образом, лишь введение понятия «МСМ» позволило объединить всех мужчин, имеющих однополые сексуальные контакты, в одну группу.

## Общая характеристика группы МСМ

### Социологические исследования и статистика
Многие мужчины, вступающие в сексуальные контакты с мужчинами, не считают себя гомосексуалами или даже считают себя абсолютно гетеросексуальными, аргументируя это тем, что вступают в половые контакты с мужчинами лишь в активной роли. Значительная доля всех МСМ во всем мире состоит в гетеросексуальном браке или вступает в сексуальные контакты также и с женщинами. К МСМ относят также трансвеститов, трансгендеров и транссексуалов. Однако они составляют лишь незначительный процент от всех МСМ.
Исследования, проведённые в странах Восточной Европы (включая страны бывшего СССР и Россию), показали, что 60-70 % опрошенных МСМ имели только партнёров мужского пола; у 30-40 % МСМ были как партнёры-мужчины, так и партнёры-женщины.
Проведённые в Австралии в 1992 году исследования показали, что среди мужчин старше 50 лет, имевших за последние 5 лет однополый секс, 28,5 % опрошенных позиционируют себя как бисексуалы и 3,9 % как гетеросексуалы.
Проведённое в 2004 году в Белоруссии исследование выявило, что секс с женщинами имеют 49,2 % опрошенных МСМ, при этом 45,3 % опрошенных имеют семьи.
Группа канадских исследователей под руководством Т. Майерса разделяет всю совокупность мужчин, практикующих секс с мужчинами, на следующие группы:
- гомосексуалы, осознанно противопоставляющие себя в качестве особого сообщества гомосексуальных мужчин лицам с гетеросексуальной ориентацией;
- бисексуалы, характеризующие себя как имеющие одинаковые по степени выраженности сексуальные и эмоциональные влечения и к женщинам, и к мужчинам;
- мужчины с диффузной сексуальной идентичностью, которые вступают в сексуальные отношения с мужчинами, но не противопоставляют себя в качестве особого сообщества гетеросексуальному большинству;
- гетеросексуальные мужчины, которые толерантны по отношению к гомосексуальности и сами могут иметь случайные или эпизодические однополые связи.

Согласно статистике, от 6 % до 15 % мужчин в Восточной Европе, от 3 % до 5 % мужчин в странах Восточной Азии, от 6 % до 12 % мужчин в Южной и Юго-Восточной Азии и от 6 % до 20 % мужчин в странах Латинской Америки в течение своей жизни когда-либо практиковали секс с другими мужчинами. Примерно половина из этих мужчин имели половые контакты с другим мужчиной в прошлом году; от 40 % до 60 % этих мужчин занимались незащищённым анальным сексом или вступали в коммерческую половую связь.
Понятие «МСМ» охватывает также и лиц мужского пола, идентифицирующих себя как женщин (например, хиджра в Индии, варья в Индонезии и катой в Таиланде). Также и женатые мужчины могут практиковать секс между мужчинами. МСМ также могут вступать в половые контакты с женщинами. Многие мужчины, оказывающие платные секс-услуги для мужчин или занятые в гей-порно-индустрии, имеют жён или партнёрш женского пола.
Приблизительная оценка числа МСМ в некоторых странах на 2010 год:
| Страна   | Население страны в целом | Оценка численности МСМ |
| -------- | ------------------------ | ---------------------- |
| Албания  | 3 190 000                | 3500 (только в Тиране) |
| Армения  | 3 002 000                | 13 500                 |
| Беларусь | 9 689 000                | 70 000                 |
| Россия   | 141 927 296              | 2 100 000              |
| Украина  | 46 205 000               | 95 000—213 000         |

Согласно результатам исследования EMIS (Европейского Интернет-опроса для МСМ), прошедшего летом 2010 года, более 32 % мужчин, которые занимаются сексом с мужчинами, отказываются использовать для определения своей сексуальной идентичности слова «гей» или «гомосексуал». Из них 17 % считают себя бисексуалами

### Особые группы МСМ

#### Мужчины, занимающиеся проституцией
Мужская проституция всегда была больше ориентирована на клиентуру мужского пола, а не женского. Она распространена меньше женской проституции, хотя и уходит своими корнями в глубокую древность.
Бо́льшей части мужчин, предлагающих сексуальные услуги, — от 18 до 26 лет (при этом многие начинают занятие проституцией в возрасте 15-16 лет), а основная масса клиентов — мужчины предпенсионного и пенсионного возраста. Кроме того, до 60 % клиентов, пользующихся услугами мужчин-проститутов — мужчины, называющие себя гетеросексуалами, многие из которых состоят в браке и имеют детей.
В современной Западной Европе, значительный процент мужчин-проститутов составляют выходцы из Восточной Европы, например, большинство проститутов в Берлине являются выходцами из Румынии. Многие из них отправляются на заработки, чтобы обеспечить свои семьи и детей, однако не найдя работы, оказываются вовлечёнными в проституцию. Другой категорией проститутов являются молодые парни из неблагополучных семей, а также ребята из провинции, не имеющие достаточного образования и легко становящиеся жертвой сутенёров, которые подсаживают их на наркотики.

#### Однополый секс в пенитенциарных учреждениях
Секс в мужских пенитенциарных учреждениях является острой проблемой. В то время, как заключённые изолированы по половому признаку и обычно не имеют контактов с противоположным полом, в большей степени, чем на свободе, распространение получают различные способы самоудовлетворения и однополые сексуальные контакты. При этом часты случаи изнасилования (в том числе и групповые). В то же время, принуждение к сексу в тюрьме имеет не только и не столько значение в удовлетворении сексуальных потребностей, сколько в унижении жертвы и установлении над ней контроля.
Незащищённый секс в тюрьмах являются фактором высокого риска передачи ВИЧ и других болезней, передающихся половым путём. При этом если не используется смазывающее вещество, а также, если секс происходит по принуждению, как в случаях изнасилования, степень риска повышается. Презервативы в тюрьмах, как правило, не доступны.

## ВИЧ и другие ИППП среди МСМ

### Сексуальные практики между мужчинами
Среди МСМ нет единой общепринятой сексуальной техники. Согласно крупнейшему транснациональному онлайн-опросу среди МСМ (более 180 000 мужчин в 38 странах), 98 % опрошенных сообщили, что когда-либо имели сексуальные отношения с мужчинами; из них 95 % когда-либо имели анальный контакт с мужчиной. Также 58 % респондентов, указавших, что имели сексуальные контакты с мужчинами за последние 12 месяцев, сообщили по крайней мере об одном незащищённом анальном контакте за этот период. Около 67 % опрошенных сообщили о наличии за последние 12 месяцев сексуальных контактов с «непостоянными партнёрами». При этом с такими партнёрами использовались следующие сексуальные практики:
- Взаимная мастурбация — 89,8 %
- Выполнение минета — 96,2 %
- Предоставление пениса для минета — 96,6 %
- Анилингус партнёра — 64,6 %
- Предоставление ануса для анилингуса — 76,0 %
- Анальный секс в пенетрирующей роли — 74,4 %
- Анальный секс в принимающей роли — 72,5 %
- Анальный фистинг в пенетрирующей роли — 17,1 %
- Анальный фистинг в принимающей роли — 10,5 %

Под «постоянными партнёрами» (англ. steady male partners) в исследовании подразумевались мужчины, с которыми опрошенные находятся в отношениях, позволяющих определить их как не являющихся «одиночками» (например, бойфренд или супруг). Все прочие виды сексуальных партнёров, включая «друзей для секса», в исследовании называются «непостоянными партнёрами» (англ. non-steady male partners).
Анальная пенетрация больше всего напоминает коитус, в то же время это наиболее неудобная и трудоёмкая сексуальная практика, которая вопреки распространённому мнению, не является самой распространённой сексуальной практикой среди МСМ. Вместе с тем при анальном сексе с проникновением имеется наиболее высокий риск передачи ВИЧ пассивному партнёру, он значительно выше, чем при вагинальном сексе. Для активного партнёра также существует риск инфицирования. Передача ВИЧ при незащищённых орально-генитальных сексуальных контактах также возможна, хотя риск заражения считается незначительным.

### Общая картина заболеваемости МСМ
Специалисты относят мужчин, имеющих сексуальные контакты с мужчинами, к группе риска. По данным ЮНЭЙДС, вероятность ВИЧ-инфицирования мужчин, практикующих однополый секс, примерно в 20 раз превышает аналогичный показатель для общего населения. Показатели ВИЧ-инфекции среди людей, изменивших свою половую принадлежность, варьируются от 8 до 68 % в зависимости от страны или региона.
Причины повышенного риска заражения этой категории мужчин болезнями, передающимися половым путём, заключаются в следующем:
- Мужчины, имеющие однополые сексуальные контакты подвергаются социальной стигматизации, а во многих странах и уголовному преследованию, поэтому они скрывают свою сексуальную жизнь и боятся или стесняются обращаться в службы профилактики и лечения ВИЧ.
- Практикующие однополый секс мужчины, особенно мужчины, скрывающие однополые влечения и практикующие анонимные сексуальные контакты, как правило, не имеют постоянного партнёра и вступают в половые контакты с достаточно большим количеством партнёров. Отчасти такое поведение является вынужденным, так как скрывающие свои однополые влечения мужчины избегают индивидуализированных контактов, боясь шантажа и разоблачения[24].
- Мужчины, имеющие постоянных партнёров, часто из-за страха потерять партнёра, уступают просьбам о сексуальных отношениях без презерватива (абсолютное доверие друг другу).
- Мужчины, имеющие однополые контакты, нередко употребляют алкоголь для снятия напряжения и скованности.
- Часто под рукой просто отсутствует презерватив для анального секса или лубрикант.

Согласно проведённому в 2004 году в Белоруссии исследованию, наиболее распространённым заболеванием, передающимся половым путём среди мужчин, практикующих однополый секс, является хламидиоз (20,0 %), наименьшие показатели инфицированности занимает сифилис (1,2 %). Сочетанных форм ИППП в дозорной группе не выявлено. Среди тестируемых МСМ не было зарегистрировано ни одного положительного результата тестирования на ВИЧ. Общий уровень заболеваемости ИППП составил 22,4 %.
Есть данные о распространённости антиспермальных антител, которые могут стать причиной бесплодия, из-за контакта сперматозоидов с иммунной системой при незащищённом пассивном анальном сексе.

### Статистика распространения ВИЧ среди МСМ
По данным ЮНЭЙДС, от 5 % до 10 % всех ВИЧ-инфекций в мире обусловлены половыми контактами между мужчинами.
| Рискованное поведение среди взрослых   | Распространённость, % | Заболеваемость, % | Заболеваемость на 100,000 чел. |
| -------------------------------------- | --------------------- | ----------------- | ------------------------------ |
| Потребители инъекционных наркотиков    | 45,0                  | 23,18             | 12977                          |
| Их половые партнёры                    | 8,0                   | 5,15              | 3601                           |
| Проститутки                            | 9,0                   | 3,23              | 905                            |
| Их клиенты                             | 4,0                   | 4,07              | 91                             |
| Мужчины, практикующие секс с мужчинами | 5,0                   | 13,17             | 983                            |
| Их партнёрши                           | 2,0                   | 2,06              | 308                            |
| Медицинские инъекции                   | 1,10                  | 0,58              | 1                              |
| Переливание крови                      | 1,10                  | 0,22              | 49                             |

Однако по регионам эти цифры существенно различаются. В Северной Америке, Австралии, Новой Зеландии и большинстве стран Западной Европы эта цифра приближается к 70 %. В Канаде в 40 % всех новых случаев заражения ВИЧ приходится на МСМ. В США в 65 % всех новых случаев заражения ВИЧ в 2013 г. приходится на МСМ
Официальные данные ВОЗ свидетельствуют о том, что среди 51 стран европейского региона ВОЗ (всего в регион включены 53 страны, однако данные по России и Узбекистану отсутствуют) в 2012 году половыми контактами среди МСМ обусловлено 22,8 % новых случаев заражения ВИЧ. Для сравнения: гетеросексуальный контакт — 45,6 %, инъекционное употребление наркотиков — 17,8 %. Однако и здесь наблюдаются различия. В Западной части региона основным путём заражения ВИЧ является секс между мужчинами (42 %), затем следует гетеросексуальная передача (35 %). На востоке основным путём передачи ВИЧ являются гетеросексуальные контакты (60 %), затем следует употребление инъекционных наркотиков (34 %), и лишь около 1 % новых случаев заражения ВИЧ связано с сексуальными контактами между мужчинами.
Согласно официальной российской статистике, доля МСМ среди ВИЧ-положительных лиц в 2011 году составила 1,3 % По данным официальной статистики, случаи ВИЧ-инфекции среди мужчин, имеющих половые контакты с мужчинами (МСМ) на Украине, так же, как и в большинстве стран Восточной Европы и Центральной Азии, настолько редки, что, похоже, это не создаёт серьёзной причины для беспокойства. В то же время, по мнению ряда экспертов, официальная статистика в РФ, Восточной Европе и Центральной Азии не отражает реальной картины распространения ВИЧ среди МСМ, так как многие инфицированные МСМ скрывают, что способом заражения был гомосексуальный контакт.
Опубликованные в 2010 году исследования выявили следующие показатели распространённости ВИЧ-инфекции среди МСМ в Восточной Европе:
- Украина — 8,6 % (2009)
- Молдова — 4,8 % (2008)
- Грузия — 3,7 % (2008)
- Россия — 3,5 % (2007)
- Беларусь — 2,1 % (2009)
- Армения — 2 % (2007)
- Азербайджан — 1,1 % (2008)
- Албания — менее 1 % (2007)

Согласно другим исследованиям, проведённым в 2009 году, распространённость ВИЧ среди МСМ из Южной Европы выше, чем в Восточной Европе. В исследовании приняли участие 2241 мужчин, которые, по их заявлениям, практиковали секс с мужчинами в течение последних 12 месяцев. В результате выяснилось, что в Южной Европе ВИЧ более распространён среди МСМ, чем в Восточной Европе:
- Барселона — 17 %
- Верона — 12 %
- Братислава — 6 %
- Любляна — 5 %
- Бухарест — 5 %
- Прага — 3 %

### Профилактика ИППП среди МСМ
Согласно исследованиям, менее 5 % всех мужчин, практикующих секс с мужчинами, имеют доступ к услугам по профилактике и уходу в связи с ВИЧ, в которых они нуждаются. Этому способствуют различные факторы, в частности, гомофобия, социальная стигматизация и дискриминация МСМ, в том числе и со стороны медицинских работников.
Многие МСМ не считают себя гомосексуалами и поэтому исключают для себя риск заражения ВИЧ и другими болезнями, передающимися половым путём. Даже среди мужчин, которые идентифицируют себя как геи, бисексуалы или транссексуалы, по‐прежнему наблюдается низкий уровень информированности о ВИЧ и о рискованном сексуальном поведении.
Особо тяжёлую для профилактики и лечения СПИДа группу мужчин представляют МСМ, позиционирующие себя как гетеросексуалы. Такие мужчины не хотят иметь ничего общего с «гей-сообществом», поэтому имеют анонимные сексуальные контакты (например, в так называемых «тёмных комнатах», на «плешках» и в туалетах), которые наиболее сопряжены с рисками для здоровья. Согласно проведённым в Нью-Йорке исследованиям, мужчины, называющие себя гетеросексуалами и практикующие секс с мужчинами, значительно чаще чем геи практикуют незащищённый анальный секс без использования презерватива. Кроме того, такие мужчины стесняются обращаться к врачам, боясь, что их посчитают геями. В то же время программы профилактики ВИЧ в ЛГБТ-сообществе также часто не охватывают этих мужчин, и эта группа во многом остаётся невидимой.

## МСМ и донорство крови
Вопрос о допустимости донорства крови для мужчин, практикующих секс с мужчинами, остро дискутируется во многих странах. Дискуссии связаны с тем фактом, что данная категория мужчин считается группой риска ВИЧ/СПИД, а также некоторых типов гепатита (например гепатит B), вирусы которых могут передаваться через кровь. В ряде стран существует полный запрет либо иные ограничения на переливание крови и трансплантацию органов для мужчин, имеющих в прошлом или настоящем однополые сексуальные контакты. Сроки ограничений варьируются от страны к стране. Эти ограничения затрагивают также и женщин, имеющих сексуальные отношения с такими мужчинами, но не касаются женщин, практикующих секс с женщинами.
Многие ЛГБТ-организации рассматривают эти ограничения базирующимися на гомофобии, а не на действительной медицинской проблеме, с тех пор, как существуют тщательные методы тестирования, исключающие донорство заражённых лиц.
В России было принято решение отказаться от этой концепции, в связи с чем Минздрав России в 2008 году отменил запрет для МСМ быть донорами крови.